# 弗雷德里克·哈里斯
弗雷德里克·哈里斯（英語：Frederick Harris，1984年12月7日—）是獅子山男子柔道運動員。
他代表獅子山參加2020年夏季奧林匹克運動會男子81公斤級賽事，但因未能通過賽前稱重而被迫棄權。他也擔任奧運開幕典禮的掌旗官。

## 外部連結
- 弗雷德里克·哈里斯在International Judo Federation（英语）
- 弗雷德里克·哈里斯在JudoInside.com（英语）
- 弗雷德里克·哈里斯在Olympedia（英语）

| 奥林匹克运动会       | 奥林匹克运动会     | 奥林匹克运动会 |
| -------------------- | ------------------ | -------------- |
| 前任： 布圖拉比·扎尤 | 掌旗官 · 2020 東京 | 繼任： 現任    |